# John Bradley-West
John Bradley-West (ur. 15 września 1988) – brytyjski aktor telewizyjny i filmowy.
Pochodzi z dzielnicy Wythenshawe w Manchesterze, gdzie uczył się w St Paul’s RC High School. Ukończył następnie Loreto College w Hulme, po czym kształcił się w szkole aktorskiej w Manchester Metropolitan School of Theatre.
Po raz pierwszy jako aktor telewizyjny wystąpił w roli kardynała Giovanniego de’ Medici w serialu Prawdziwa historia rodu Borgiów. Dołączył do obsady serialu Gra o tron w roli Samwella Tarly’ego.

## Wybrana filmografia
- 2011: Prawdziwa historia rodu Borgiów (serial TV)
- 2011: Gra o tron (serial TV)
- 2012: Anna Karenina
- 2012: Przygody Merlina (serial TV)
- 2022: Moonfall
- 2022: Wyjdź za mnie
- 2024: Problem trzech ciał (serial TV)[1]